# Somethin' Else
Albums de Cannonball Adderley
Cannonball's Sharpshooters
(1958) Alabama Concerto
(1958)
Somethin' Else est un album de jazz de Cannonball Adderley paru en 1958 chez Blue Note. Cet album figure dans de nombreux classements d' « incontournables du jazz » (The Penguin Guide to Jazz, Arte, sélection Fnac, Jamey Aebersold (en)...)

## Historique
En octobre 1957, Cannonball Adderley dissout son groupe pour rejoindre le sextet de Miles Davis (avec lequel ils enregistreront, entre autres, le légendaire Kind of Blue).
Somethin' Else est pourtant la première apparition de Miles et Cannonball Adderley ensemble sur disque. Bien que Miles ne soit que « sideman », il est au centre de tout l'album : il joue la plupart des premiers chorus, compose le morceau-titre et choisit la plupart des morceaux.
Le blues One for Daddy-O a été composé par Nat Adderley pour l'animateur radiophonique Holmes « Daddy-O » Daylie. À la fin de ce morceau, on entend Miles demander au producteur Alfred Lion « C'est ça que tu voulais, Alfred ? »

« De retour à New York, Cannonball, qui avait signé pour un disque avec Blue Note, m'a demandé d'y participer. J'ai pris ça comme une faveur qu'il me demandait. Ce disque, intitulé Something Else, était très bien. »

— Miles Davis avec Quincy Troupe, Miles. L'autobiographie, p. 240, Infolio, 2007

## Titres
| No | Titre                                                                 | Musique                                      | Durée |
| -- | --------------------------------------------------------------------- | -------------------------------------------- | ----- |
| 1. | Autumn Leaves                                                         | Joseph Kosma, Johnny Mercer, Jacques Prévert | 11:01 |
| 2. | Love for Sale                                                         | Cole Porter                                  | 7:06  |
| 3. | Somethin' Else                                                        | Miles Davis                                  | 8:15  |
| 4. | One for Daddy-O                                                       | Nat Adderley, Samuel Jones                   | 8:26  |
| 5. | Dancing in the Dark                                                   | Howard Dietz, Arthur Schwartz                | 4:07  |
| 6. | Bangoon (Bonus track, paru initialement sous le titre Alison's Uncle) | Hank Jones                                   | 5:05  |

## Personnel

### Musiciens
- Cannonball Adderley - Saxophone alto
- Miles Davis - Trompette
- Hank Jones - Piano
- Samuel Jones - Contrebasse
- Art Blakey - Batterie

### Équipe technique
- Alfred Lion : producteur
- Rudy Van Gelder : ingénieur du son
- Leonard Feather : notes de pochette
- Reid Miles : graphisme